# 청송중학교 부동분교
청송중학교 부동분교(靑松中學校 府東分校)는 대한민국 경상북도 청송군 주왕산면 주산지리에 있는 공립 중학교이다.

## 학교 연혁
- 1971년 3월 29일 : 청송중학교부동분교로 개교
- 1973년 4월 25일 : 부동중학교로 개교
- 1973년 5월 20일 : 초대 김경한 교장 부임
- 1999년 9월 1일 : 청송중학교부동분교장으로 교명 변경
- 2024년 2월 8일 : 제50회 졸업(졸업생 1명, 졸업생 총수 2,441명)
- 2024년 3월 1일 : 제29대 최돈필 교장 취임
- 2024년 3월 4일 : 2024학년도 신입생 3명 입학

## 참고 자료
- 청송중학교 부동분교 - 한국교육학술정보원 학교알리미